# 朵鲁朵海
朵鲁朵海（蒙古语：Durdaqa）元朝及海都兀鲁思（窝阔台汗国）的蒙古族官员。出身古儿列兀惕部，他开始作为忽必烈的重臣，却因与忽必烈对立而投奔海都，在忽必烈死后再次归降元朝。波斯文史料如《史集》中记作تورتاقا（tūrtāqā）或دوردقه（dūrdaqa），汉文史料如《元史》中记载为朵魯朵海、朵儿朵海、朵儿朵怀。
《元史》等未为朵鲁朵海立传，而波斯文史料《史集》中则有详细记载。他出身于成吉思汗时期的古儿列兀惕部望族，祖父额不干·那颜、父亲孛栾台·那颜均事奉成吉思汗。朵鲁朵海最初追随阿里不哥，在拖雷家族内战中虽属阿里不哥阵营，但未与忽必烈积极为敌，未犯重大过错且无犯罪证据。内战后重新效力于忽必烈，被忽必烈任命为宰相之职，成为那颜中地位最高者。后来，他被派往海都的领地上，委任要职。
《元史》宰相表中并无其名，屠寄考证认为，至元十五年（1278年）至十八年（1281年）左丞相栏空缺，此人应为朵鲁朵海，《元史·卷210》中至元十七年（1280年）出现的“丞相脱里夺海”可能是其异译。
忽必烈称帝后，海都等诸王反叛。朵鲁朵海作为对海都战线的将领，至元二十一年（1284年）已在蒙古高原率军对峙海都军，并向忽必烈上奏皇族牙忽都与钦察将领土土哈击退海都军的功绩，可见其在军功考核中的高位。
至元二十三年（1286年），他与土土哈协同击退越阿尔泰山入侵的海都军；同年，他奉命调查五条河屯田士兵救济事宜，忽必烈因担心延误时机直接下令救济，推测其驻屯地靠近屯田区。
至元二十四年（1287年），东道诸王乃颜叛乱，朵鲁朵海与土土哈捕获乃颜派往其他部族的密使并上报忽必烈。乃颜设宴谋刺二人时，土土哈劝阻朵鲁朵海赴宴，使阴谋失败，同年他还擒获叛王阿赤思。
至元二十七年（1290年），海都再次入侵，朵鲁朵海与牙忽都率军迎战却不战而溃，牙忽都仅率十三骑逃脱。《史集》记载，因遭人密告，朵鲁朵海恐被忽必烈处罚，便率少数部下逃亡，投靠阿里不哥之子药木忽儿与蒙哥汗之孙兀鲁思不花，归入海都兀鲁思。
忽必烈于至元三十一年（1294年）去世后，朵鲁朵海等人因“反忽必烈联盟”目标丧失，且元朝与海都的实力差距凸显，决定归降。元贞二年（1296年）秋，他们在阿尔泰山玉龍罕界向土土哈投降。元成宗铁穆耳起初欲处死两次背叛的朵鲁朵海，但因他辩称归降后未攻打大元，且大臣进言厚待降王可吸引更多人归附，最终三人获赦。归降后，朵鲁朵海与药木忽儿再次被任命为对海都军指挥官，参与亦必兒失必兒之戰。成宗死后，元武宗海山即位，朵鲁朵海被封为太傅，其最终结局未见记载。